# Polesie (powiat płoński)
Polesie – wieś sołecka w Polsce, położona w województwie mazowieckim, w powiecie płońskim, w gminie Baboszewo.
W latach 1975–1998 miejscowość należała administracyjnie do województwa ciechanowskiego.